# Lexington Men O' War
Lexington Men O' War byl profesionální americký klub ledního hokeje, který sídlil v Lexingtonu ve státě Kentucky. V letech 2002–2003 působil v profesionální soutěži East Coast Hockey League. Men O' War ve své poslední sezóně v ECHL skončil v osmifinále play-off. Své domácí zápasy odehrával v hale Rupp Arena s kapacitou 10 011 diváků. Klubové barvy byly zlatá a černá.
Založen byl v roce 2002 po přestěhování týmu Macon Whoopee do Lexingtonu. Zanikl v roce 2003 přestěhováním do West Valley City, kde byl založen tým Utah Grizzlies.

## Přehled ligové účasti
Zdroj: 
- 2002–2003: East Coast Hockey League (Severozápadní divize)